# الیستا یانکووا
الیستا یانکووا (بلغاری: Елица Атанасова Янкова؛ زادهٔ ۱۸ سپتامبر ۱۹۹۴) کشتی‌گیر زن اهل بلغارستان است.
وی در مسابقات کشوری و بین‌المللی در مجموع برندهٔ ۱ مدال نقره، ۲ مدال برنز شده‌است.